# Fonologia da língua irlandesa

Mapa da irlandofonia na Irlanda. Os lugares mencionados neste artigo constam no mapa.

A fonologia da língua irlandesa varia entre seus diversos dialetos, divididos basicamente nas variantes principais de Ulster, Munster e Connacht. Não havendo pronúncia padronizada para o irlandês, um estudo fonológico geral do idioma deve focar-se em pontos comuns a todos dialetos, assim como nas principais diferenças entre os mesmos. 
A fonologia do irlandês é continuamente estudada como disciplina autônoma desde o fim do século XIX, com diversos pesquisadores publicando estudos descritivos dos dialetos de todas as regiões onde a língua é falada. A partir do fim do século XX, linguistas teóricos também vêm estudando o tema, havendo publicado diversos livros, artigos e teses sob esta nova ótica.
Um dos mais marcantes aspectos fonológicos da língua irlandesa é que, semelhantemente ao russo, quase todas as consoantes existem em pares, possuindo diferentes formas "largas" e "delgadas". Consoantes largas são velarizadas (isto é, a parte anterior da língua é retraída e levemente movida na direção do palato mole enquanto a consoante é articulada) ou simplesmente velares (como /k, ɡ/). Consoantes delgadas, por sua vez, são palatalizadas (o que significa que a língua é empurrada contra o palato duro durante a articulação) ou propriamente palatais (como /k, ɡ/). O contraste entre consoantes largas e delgadas é crítico no irlandês, visto que o sentido de uma palavra pode mudar completamente se uma consoante larga é substituída por sua contraparte delgada ou vice-versa. Além de tal paridade ser crucial para a distinção das próprias consoantes, ainda influencia a pronúncia das vogais adjacentes, a determinação de encontros consonantais possíveis e o comportamento de palavras que começam com vogais.
A língua irlandesa divide diversas características fonológicas com as outras línguas gaélicas vivas, isto é, o escocês e o manês, além de ter algumas semelhanças com a do hiberno-inglês devido ao intenso contato linguístico ao longo da história dos dois idiomas.

## História da disciplina
Até o fim do século XIX, debates linguísticos relativos à língua irlandesa focavam ou na gramática prescritiva tradicional do idioma (com questões como a declinação de substantivos, verbos e adjetivos) ou no desenvolvimento fonético histórico desde o protoindo-europeu até o irlandês antigo, através do protocelta. A primeira análise descritiva da fonologia do idioma foi Die araner Mundart. Ein Beitrag zur Erforschung des Westirischen, publicada em 1899 por Franz Nikolaus Finck, que desenvolveu um sistema próprio de transcrição fonética para descrever o dialetos falado pelos idosos das Ilhas de Aran. A isto seguiu-se em 1906 o trabalho de Edmund Quiggin sobre o dialeto de Meenawannia, em Donegal, também em sistema próprio de transcrição. Holger Pedersen, em 1909, publicou um estudo predominantemente histórico, mas também com alguma descrição fonética de dialetos modernos. Alfer Sommerfet publicou a partir de 1922 descrições de diversas variedades, tanto de Ulster como de Munster. O dialeto de Dunquin, na Península de Dingle, foi descrito por Sjoestedt em 1931.
De 1944 a 1968, o Instituto de Estudos Avançados de Dublin publicou uma série de monografias descrevendo a fonologia de diversos dialetos locais da Irlanda, cobrindo falas de West Muskerry (em Cork), Cois Fhairrge (perto de Galway), An Rinn (em Waterford), Tourmakeady (em Mayo), Teelin (em Donegal), e, por fim, Erris (também em Mayo). Trabalhos fonológicos descritivos mais recentes foram publicados por Leslie Lucas (para Rosguill), A. J. Hughes (para Tangaveane e Comeen, perto de Glenties), Brian Ó Curnáin (para Iorras Aithneach, em Connemara) e Diarmuid Ó Sé (para a Península de Dingle).
Pesquisas sobre a fonologia teórica da língua irlandesa tiveram seu marco inaugural com a publicação de Córas fuaimeanna na Gaeilge, por Mícheál Ó Siadhail e Arndt Wigger, em 1975, que aplicou ao idioma princípios e práticas legados pela recente e inovadora obra The Sound Pattern of English, de Noam Chomsky. Monografias examinando a fonologia do irlandês de um ponto de vista teórico incluem as de Antony Green e Eugeniusz Cyran sob a teoria da otimalidade, e a de Anna Bloch-Rozmej, que estuda o dialeto de Connemara sob a ótica da fonologia de governo.

## Consoantes
A maioria dos dialetos irlandeses possui as seguintes consoantes, aqui demonstradas pelo Alfabeto Fonético Internacional:
|                        |                  | Labial | Labial  | Coronal | Coronal | Dorsal | Dorsal | Glotal |
| larga                  | delgada          | larga  | delgada | larga   | delgada |        |        | Glotal |
| ---------------------- | ---------------- | ------ | ------- | ------- | ------- | ------ | ------ | ------ |
| Oclusiva               | surda            | pˠ     | pʲ      | t̪ˠ      | tʲ      | k      | c      |        |
| Oclusiva               | sonora           | bˠ     | bʲ      | d̪ˠ      | dʲ      | ɡ      | ɟ      |        |
| Fricativa/ Aproximante | surda            | fˠ     | fʲ      | sˠ      | ʃ       | x      | ç      | h      |
| Fricativa/ Aproximante | sonora           | w      | vʲ      |         |         | ɣ      | j      |        |
| Nasal                  | Nasal            | mˠ     | mʲ      | n̪ˠ      | nʲ      | ŋ      | ɲ      |        |
| Vibrante simples       | Vibrante simples |        |         | ɾˠ      | ɾʲ      |        |        |        |
| Lateral                | Lateral          |        |         | l̪ˠ      | lʲ      |        |        |        |

### Onglideseoffglides
As consoantes largas, quando imediatamente antes de uma vogal anterior, recebem uma aproximante velar ([ɰ]) audível intermediária (chamada onglide), de forma que naoi (/n̪ˠiː/, "nove") e caoi (/kiː/, "modo"), a título de exemplo, são respectivamente pronunciadas [n̪ˠɰiː] e [kɰiː]. Esta semivogal é labializada após consoantes labiais, tornando-se uma aproximante labiovelar ([w]), de forma que buí (/bˠiː/, "amarelo") é pronunciado [bˠwiː]. Semelhantemente, consoantes delgadas recebem uma aproximante palatal intermediária quando imediatamente antes de vogais posteriores, de forma que tiubha (/tʲuː/, "grosso") é pronunciado [tʲjuː].
Quando uma consoante larga segue uma vogal anterior, uma semivogal [ə̯], chamada offglide, é introduzida entre ambas, formando um ditongo, de forma que díol (/dʲiːl̪ˠ/, "vender"), por exemplo, é pronunciado [dʲiːə̯l̪ˠ]. Paralelamente, quando uma consoante delgada segue uma vogal posterior, o onglide [i̯] é acrescentado entre ambas, de forma que áit (/aːtʲ/, "lugar") é pronunciado [aːi̯tʲ], óil (/oːlʲ/, "bebida" no caso genitivo) é [oːi̯lʲ], meabhair (/mʲəuɾʲ/, "entendimento") é [mʲəui̯ɾʲ] e dúinn (/d̪ˠuːn̠ʲ/, "para nós") é [d̪ˠuːi̯n̠ʲ].

### Alofonia, redução e distinção
Os fonemas da língua irlandesa permitem algum nível de alofonia e reduções consonantais, a variar em dimensão entre variedades distintas do idioma. Especial relevância deve ser dada aos desenvolvimentos da antiga distinção entre consoantes coronais fortes e suaves do irlandês antigo, que assumiram diferentes contornos em cada dialeto local.

#### Fricativas labiais
/w/ (que pode ser escrito como ⟨bh⟩, ⟨mh⟩, ou ⟨v⟩) tem dois alófonos básicos: a aproximante labiovelar ([w]) e a fricativa labiodental sonora velarizada ([vˠ]). A distribuição destes alófonos varia entre dialetos: em Munster, geralmente se utiliza apenas [vˠ], enquanto em Ulster o uso [w] é geralmente homogêneo. Em Connacht, [w] aparece inicialmente antes de vogais (e.g. bhfuil [wɪlʲ], "é") e [vˠ] em outras posições (e.g. naomh [n̪ˠɰiːə̯vˠ] "santo"; fómhar [ˈfˠuːvˠəɾˠ] "outono"; e bhrostaigh [ˈvˠɾˠɔsˠt̪ˠə], "apressado").
O restante das fricativas labiais são tipicamente labiodentais ([fˠ, fʲ, vʲ]), mas, assim como [vˠ], também têm alófonos bilabiais ([ɸˠ, ɸʲ, βˠ, βʲ]) em muitos dialetos. A distribuição destas formas depende tanto das vogais adjacentes (consoantes bilabiais são mais frequentes acompanhando vogais arredondadas como das preferências de falantes individuais.

#### Oclusivas palatais delgadas
As oclusivas palatais delgadas (/c, ɟ, ɲ/) podem ser articuladas como palatais propriamente ditas (isto é, [c, ɟ, ɲ]) ou como palatovelares, isto é, tendo ponto de articulação intermediário entre palatais e velares.

#### /j/
O fonema /j/ tem três alófonos na maioria dos dialetos: uma aproximante palatal [j] antes vogais além de /iː/ e no fim de sílabas (e.g. dheas [jasˠ], "bom"; e beidh [bʲɛj], "será"); uma fricativa palatal sonora [ʝ] (e.g. ghrian [ʝɾʲiən̪ˠ], "sol"); e um som intermediário [j˔], mais fricativo que [j], mas menos que [ʝ], utilizado antes de /iː/ (e.g. dhírigh [j˔iːɾʲə], "retificado").

#### Interação de /x/ e /ç/ com /h/
Em muitos dialetos, tanto /x/ (geralmente escrita como <ch>) como sua contraparte delgada /ç/ confundem-se com /h/ em diversas circunstâncias. Por exemplo, na lenição de /tʲ/ e /ʃ/, /h/ é substituído por /ç/  antes de vogais posteriores, como em thabharfainn (/ˈçuːɾˠhən̠ʲ/, "eu daria") e sheoil (/ço:lʲ, "dirigiu"). Em Munster, /ç/ torna-se /h/ após vogais, como em fiche (/ˈfʲɪhə/, "vinte"). Em Ring, /h/ torna-se /x/ no fim de palavras monossílabas, como scáth (/sˠkaːx/, "medo"). Em alguns dialetos de Ulster, como o da Ilha Tory, /x/ pode ser substituído por /h/, como em cha (/ha/, "não"), e pode mesmo ser deletado ao fim das palavras, como em santach (/ˈsˠan̪ˠt̪ˠah ~ ˈsˠan̪ˠt̪ˠa/, "mesquinho"). Em outros dialetos de Ulster, /x/ pode também ser deletado antes de /t̪ˠ/, como em seacht (/ʃat̪ˠ/, "sete").

#### Consoantes coronais
Entre as consoantes coronais, a maioria delas é alveolar, mas oclusivas e laterais largas são tipicamente dentais ([t̪ˠ, d̪ˠ, n̪ˠ, l̪ˠ]) e [ʃ] é tipicamente palatoalveolar. As oclusivas coronais delgadas (/tʲ, dʲ/ podem ser realizadas como africadas alveolopalatais ([tɕ, dʑ]) em diversos dialetos, como os de Tourmakeady, Erris e Teelin. Como herança do contraste entre laterais fortes e suaves no irlandês antigo, alguns dialetos contrastam suas laterais em pares de dentais e alveolares (quando largas) e pós-alveolares e alveolares (quando delgadas), como os de Mayo, Glenties e das Ilhas de Aran.
Em irlandês antigo, as consoantes soantes coronais ⟨l, n, r⟩ distinguiam-se não apenas entre formas largas e delgadas, mas também por tensão, havendo pares de fortes e suaves para as mesmas. A maioria dos linguistas modernos transcreve convencionalmente consoantes suaves como minúsculas e fortes como ⟨L, N, R⟩, enquanto outros utilizam as minúsculas para transcrever as soantes fortes e as letras gregas como ⟨λ, ν, ρ⟩. Em suma, o irlandês antigo tinha quatro fonemas róticos (Rˠ, Rʲ, rˠ, rʲ), quatro laterais (Lˠ, Lʲ, lˠ, lʲ) e quatro coronais nasais (Nˠ, Nʲ, nˠ, nʲ).
As soantes fortes e suaves contrastavam-se fonemicamente entre vogais e no fim de palavras após vogais em irlandês antigo, como nos pares berraid (/bʲeRˠɨðʲ/, "ela ouve") e beraid (/bʲerˠɨðʲ/, "que ele carregue"); coll (/koLˠ/, "castanho") e col (/kolˠ/, "pecado"); ou sonn (/sˠoNˠ/, "estaca") e son (/sˠonˠ/, "som"). No começo de palavras, apenas as formas fortes eram utilizadas, mas tornavam-se suaves em ambientes nos quais havia lenição: compare-se, por exemplo, rún (/Rˠuːnˠ/, "mistério") e lón (/Lˠoːnˠ/, "provisão") com a rún (/a rˠuːnˠ/, "seu mistério") e a lón (/a lˠoːnˠ/, "sua provisão").
Na língua irlandesa moderna, as quatro róticas foram reduzidas a dois em todos os dialetos, enquanto, de forma geral, os dialetos de Connacht e Ulster preservaram uma distinção entre quatro laterais e quatro nasais, enquanto os de Munster as simplificaram em dois fonemas. Segue-se um quadro comparativo das realizações destes fonemas em diversos dialetos:
| Irlandês antigo                   | Ulster   | Ulster   | Connacht | Connacht  | Connacht | Munster             | Munster                   |
| Irlandês antigo                   | Rosguill | Glenties | Mayo     | Connemara | Aran     | Península de Dingle | West Muskerry             |
| --------------------------------- | -------- | -------- | -------- | --------- | -------- | ------------------- | ------------------------- |
| Rˠ                                | ɾˠ       | ɾˠ       | ɾˠ       | ɾˠ        | ɾˠ       | ɾˠ                  | ɾˠ                        |
| rˠ                                | ɾˠ       | ɾˠ       | ɾˠ       | ɾˠ        | ɾˠ       | ɾˠ                  | ɾˠ                        |
| Rʲ                                | ɾˠ       | ɾˠ       | ɾˠ       | ɾˠ        | ɾˠ       | ɾˠ                  | ɾˠ                        |
| rʲ                                | ɾʲ       | ɾʲ       | ɾʲ       | ɾʲ        | ɾʲ       | ɾʲ                  | ɾʲ                        |
| Lˠ                                | l̪ˠ       | l̪ˠ       | l̪ˠ       | l̪ˠ        | l̪ˠ       | l̪ˠ                  | l̪ˠ                        |
| lˠ                                | l̪ˠ       | lˠ       | lˠ       | l̪ˠ        | l        | l̪ˠ                  | l̪ˠ                        |
| lʲ                                | l        | lʲ       | lʲ       | lʲ        | l        | lʲ                  | lʲ                        |
| Lʲ                                | l̠ʲ       | l̠ʲ       | l̠ʲ       | l̠ʲ        | l̠ʲ       | lʲ                  | lʲ                        |
| Nˠ                                | n̪ˠ       | n̪ˠ       | n̪ˠ       | n̪ˠ        | n̪ˠ       | n̪ˠ                  | n̪ˠ                        |
| nˠ                                | n̪ˠ       | nˠ       | nˠ       | n̪ˠ        | n        | n̪ˠ                  | n̪ˠ                        |
| nʲ                                | n        | nʲ       | nʲ       | nʲ        | n        | nʲ                  | nʲ                        |
| Nʲ                                | n̠ʲ       | n̠ʲ       | n̠ʲ       | n̠ʲ        | n̠ʲ       | nʲ                  | nʲ inicialmente ɲ alhures |
| Nota: l̠ʲ en̠ʲ são alveolopalatais. |          |          |          |           |          |                     |                           |

#### Dessonorização
Quando uma obstruente sonora ou /w/ tem contato com /h/, esta é absorvida por aquela, que se torna surda (no caso de /w/, como visto acima, a contraparte surda sendo /fˠ/). Este fenômeno é especialmente encontrado no futuro verbal (em que /h/ é representado por f) e na formação de adjetivos verbais (nos quais o som é representado por th). Por exemplo, o futuro do verbo scuab (/sˠkuəbˠ/), "esfregar"), scuabfaidh, é pronunciado /ˈsˠkuəpˠəɟ/, e seu adjetivo verbal scuabtha como /ˈsˠkuəpˠə/, ambos os casos tendo o som /bˠ/ pronunciado como /pˠ/.

## Sândi
O irlandês exibe alguns efeitos de sândi externos, isto é, mudanças fonológicas entre diferentes palavras, especialmente durante a fala rápida. A forma mais comum de sândi no irlandês é a assimilação, mediante a qual um som muda sua pronúncia para se tornar mais semelhante a outro som adjacente. Um tipo de assimilação ocorre quando uma consoante coronal larga torna-se delgada antes de uma palavra que se inicia com uma consoante delgada e vice-versa. A título de exemplo, compare-se a palavra isolada feall (/fʲal̪ˠ/, enganar) com a expressão d'fheall sé orm ([dʲal̠ʲ ʃə ɔɾˠəmˠ], "aquilo me enganou").
A consoante n também pode assimilar o ponto de articulação de uma consoante posterior, tornando-se labial, palatal ou velar. Por exemplo, compare-se ceann (/can̪ˠ/, "um") com ceann bacach ([camˠ ˈbˠakəx], "um lamentável") e ceann carrach ([caŋ ˈkaɾˠəx], "um encrustado").
Da mesma forma, uma consoante sonora no fim de uma palavra pode se tornar surda quando a próxima palavra começa com uma consoante surda, como na realização [l̪ˠuːpˠ ʃeː] para lúb sé ("ele curvou"), que ensurdece o som final de lúb (/l̪ˠuːbˠ/, "curvar").

## Acento tônico
Uma palavra irlandesa normalmente tem apenas uma sílaba tônica: a primeira. Algumas palavras, contudo, especialmente advérbios e empréstimos, são exceções, a exemplo de amháin (/əˈwaːnʲ/, "único") e tobac (/tˠəˈbˠak/, "tabaco").
Em Munster, o acento tônico é atraído a uma vogal longa ou ditongo na segunda ou terceira sílaba de uma palavra, como em cailín (/kaˈlʲiːnʲ/, "garota") e achainí (/axəˈnʲiː/, "pedido"). No agora extinto dialeto do leste de Mayo, o tom era atraído não apenas a uma vogal longa ou ditongo à maneira de Munster, mas também a vogais curtas antes de ll, m ou nn finais, quando esta palavra também estaria no fim de uma frase. Capall ("cavalo"), por exemplo, seria pronunciado [kaˈpˠɞl̪ˠ] em isolamento ou no fim de uma frase, mas [ˈkapˠəl̪ˠ] no meio.

### Redução vocálica
Em geral, vogais curtas são todas reduzidas ao schwa ([ə]) em sílabas átonas, mas há exceções.
Em Munster, se a terceira sílaba de uma palavra é tônica e as duas anteriores são curtas, a primeira das duas recebe um tom secundário, não sendo reduzida, como em spealadóir (/ˌsˠpʲal̪ˠəˈd̪ˠoːɾʲ/, "foiceiro"). Ainda em Munster, uma vogal curta átona não é reduzida se a sílaba seguinte contém uma vogal fechada longa tônica, como em ealaí (/aˈl̪ˠiː/, "arte") e bailiú (/bˠaˈlʲuː/, "reunir"). Em Ulster, vogais longas átonas são encurtadas, mas não reduzidas, como cailín (/ˈkalʲinʲ/, "garota") ou galún (/ˈɡalˠunˠ/, "galão").

### Comportamento de /ax/
Em Munster, o acento tônico é atraído à segunda sílaba quando esta é /a/ seguida por /x/, desde que a primeira (e, se houver, a terceira) sílabas contenham vogais curtas, como em bacach  (/bˠəˈkax/, "lamentável") e slisneacha (/ʃlʲəˈʃnʲaxə/, batata chips). Se, contudo, uma destas sílabas contém uma vogal longa ou ditongo, o acento é atraído à mesma, e o /a/ é reduzido a /ə/ como esperado, como em éisteacht (/ˈeːʃtʲəxt̪ˠ/, "escuta", "silêncio") e  moltachán (/ˌmˠɔl̪ˠhəˈxaːn̪ˠ/, "castrão").

## Amostras
A seguinte tabela mostra algumas frases do dialeto das Ilhas de Aran, como documentado por Franz Nikolaus Flinck.
| vʲiː ʃeː əɟ ˈafˠəɾˠk əˈmˠax asˠ ə ˈwɪn̠ʲoːɡ nuəɾʲ ə vʲiː ˈmʲɪʃə ɡɔl haɾˠt̪ˠ                                                            | Bhí sé ag amharc amach as an bhfuinneog nuair a bhí mise ag dul thart.                                                             | Ele estava olhando pela janela quando passei.                                                 |
| n̠ʲiː ˈɛcətʲ ʃeː pˠəul̪ˠ hɾʲiː ˈdʲɾʲeːmʲɾʲə                                                                                            | Ní fheicfeadh sé poll thrí dréimire.                                                                                               | Ele não conseguiria ver um buraco em uma escada.                                              |
| t̪ˠaː mʲeː fʲlɔx hɾʲiːdʲ əsˠ hɾʲiːdʲ                                                                                                  | Tá mé fliuch thríd is thríd. | Estou todo e todo molhado.                                                                    |
| hʊɡ ʃeː klɔx woːɾ ˈaɡəsˠ xa ʃeː lɛʃ ə ˈwɪn̠ʲoːɡ iː                                                                                    | Thug sé cloch mhór agus chaith sé leis an bhfuinneog í.                                                                            | Ele pegou uma grande pedra e jogou-a na janela.                                               |
| ˈhaːnəɟ ʃeː əʃˈtʲax aɡəsˠ kuːx əɾʲ                                                                                                   | Tháinig sé isteach agus cuthach air.                                                                                               | Ele veio em um acesso de raiva.                                                               |
| ―əɾˠ iːk ʃɪbʲ ˈmˠoːɾˠaːn əɾʲ ə mˠuːn ―ɡə ˈdʲɪvʲən dʲiːk sˠə ˈl̪ˠəiəd̪ˠ ə wɪl aːn̪ˠ jɪ                                                   | ― Ar íoc sibh mórán ar an móin? ― Go deimhin d'íoc is a laghad a bhfuil ann dhi.                                                   | ― Vocês pagaram caro pela terra? ― Certamente pagamos, considerando o pouco que há dela.      |
| ˈtʲaɡəmʲ aːn̪ˠ xɪlə l̪ˠaː sˠəsˠ ˈmʲɪnəc n̪ˠax mʲiən̪ˠ ˈmˠoːɾˠaːn ˈfˠaːl̠ʲtʲə ɾˠuːmˠ                                                       | Tagaim ann chuile lá is is minic nach mbíonn mórán fáilte romham.                                                                  | Vou lá todo dia, mas frequentemente não sou muito bem-vindo.                                  |
| t̪ˠaː mʲeː ˈklɪʃtʲaːl ə ɡɔl haɾˠəmˠ ɡə mʲəi ˈsˠavˠɾˠə fʲlɔx sˠə ˈmʲliənə aɡən̠ʲ aɡəsˠ ˈçiːt̪ˠəɾˠ ɣɔmˠ pʲeːn ɡəɾˠ ˈaʃtʲəx ə ʃceːl eː ʃɪn | Tá mé ag cloisteáil ag dul tharam go mbeidh samhradh fliuch sa mbliana againn, agus chítear dhom féin gur aisteach an scéal é sin. | Ouvi dizerem que teremos um verão úmido este ano, mas parece-me que esta história é estranha. |
| wɪl nə ˈfˠat̪ˠiː xoː mˠasˠ d̪ˠuːɾʲtʲ ʃeː                                                                                               | An bhfuil na fataí chomh maith is dúirt sé?                                                                                        | As batatas são tão boas quanto ele diz?                                                       |
| ə ˈɣeːlɟə ˈl̪ˠəuɾˠiːɾˠ ə ˈɡuːɟə mˠuːn n̠ʲiː ˈhɔnən̪ˠ iː sˠə ˈɣeːlɟə ˈʃaɡən̠ʲə                                                            | An Ghaeilge a labhraítear i gCúige Mumhan, ní hionann í is an Ghaeilge seo againne.                                                | O irlandês falado em Munster não é o mesmo que nosso irlandês.                                |

## Comparação com outros idiomas
Por sua proximidade com as outras línguas gaélicas vivas (isto é, o escocês e o manês), o irlandês divide diversas características fonológicas com as mesmas, além de cultivar algumas semelhanças com o hiberno-inglês devido ao intenso contato linguístico ao longo da história dos dois idiomas na Ilha da Irlanda.

### Gaélico escocês e manês

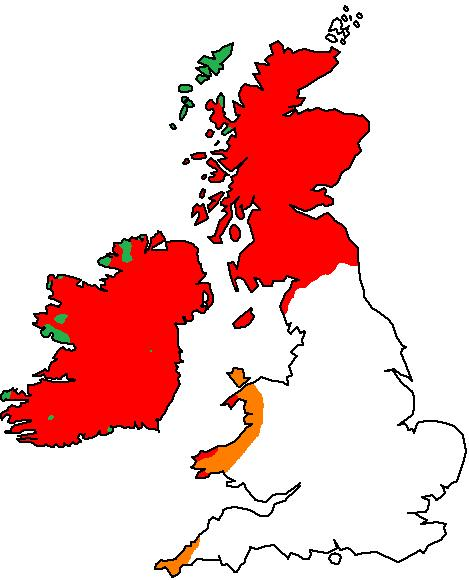
Mapa do mundo falante de gaélico (extensão máxima do irlandês antigo em vermelho, inscrições em ogham em laranja, regiões atuais em verde)

Muitos dos processos fonológicos encontrados no irlandês também existem nas outras línguas gaélicas: o escocês e o manês. A título de exemplo, ambas estas línguas contrastam consoantes largas e delgadas, mas apenas em ponto de articulação coronal e dorsal: o escocês e o manês assemelham-se um ao outro e diferenciam-se do irlandês tendo perdido o contraste em consoantes labiais. Ainda, encontros consonantais como /kn̪ˠ, ɡn̪ˠ, mn̪ˠ/ tornaram-se /kɾˠ, ɡɾˠ, mɾˠ/ em escocês e manês. Evidência de manuscritos sugerem que esta metafonia começou a desenvolver-se na Escócia  no século XVI e estava largamente estabelecida na mesma e na Ilha de Man entre o fim do século XVII e o início do século XVIII. Alongar ou ditonguizar vogais antes de consoantes fortes também aparece em ambas as línguas.
Algumas características de outras línguas gaélicas podem aproximar-se de dialetos particulares do irlandês, afastando-se, contudo, de outros. O padrão tônico do escocês, por exemplo, é o mesmo dos dialetos irlandeses de Connacht e Ulster, enquanto no manês, o tom é atraído a vogais longas e ditongos em sílabas não-iniciais, como no irlandês de Munster, mas em condições mais restritas. Ainda, o manês e muitos dialetos do gaélico escocês aproximam-se do irlandês de Ulster em não reduzir /a/ átono a /ə/ antes de /x/.

### Hiberno-inglês
A pronúncia da língua nativa irlandesa teve influência significativa em diversos fatores dos dialetos ingleses falados na Ilha da Irlanda, coletivamente conhecidos como hiberno-inglês. Por exemplo, as vogais do hiberno-inglês (com a exceção de /ɔɪ/), ainda que diferentes de dialetos ingleses de outras regiões, correspondam aos fones vocálicos irlandeses. As oclusivas irlandesas [t̪ˠ, d̪ˠ] são realizações comuns dos fonemas ingleses /θ, ð/, geralmente desfricativizados. Ainda, o hiberno-inglês permite o uso de /h/ em contextos permitidos no irlandês, mas proibidos em outros dialetos da língua inglesa, como antes de uma vogal átona (e.g. Haughey /ˈhɑhi/) e no fim de uma palavra (e.g. McGrath /məˈɡɹæh/). Ainda, há epêntese  em palavras como film ([ˈfɪləm]) e form ([ˈfɒːɹəm]), o que aconteceria na fonotática do irlandês, mas não no inglês.